# Burg Creuzburg
Die Creuzburg befindet sich nordwestlich von Eisenach im gleichnamigen Ort im Wartburgkreis in Thüringen.

## Lage
Die mittelalterliche Höhenburg liegt bei 225 m ü. NN auf einer Anhöhe oberhalb der Stadt im Werratal und ist als „Schwesterburg der Wartburg“ bekannt.

## Bedeutung
Die Creuzburg war einer der Residenzorte der Ludowinger und bevorzugter Aufenthaltsort der Landgräfin Elisabeth von Thüringen, die als Heilige Elisabeth zur deutschen „Nationalheiligen“ des Mittelalters wurde. Sie gebar auch ihren Sohn Hermann 1222 auf der Burg.

## Geschichte

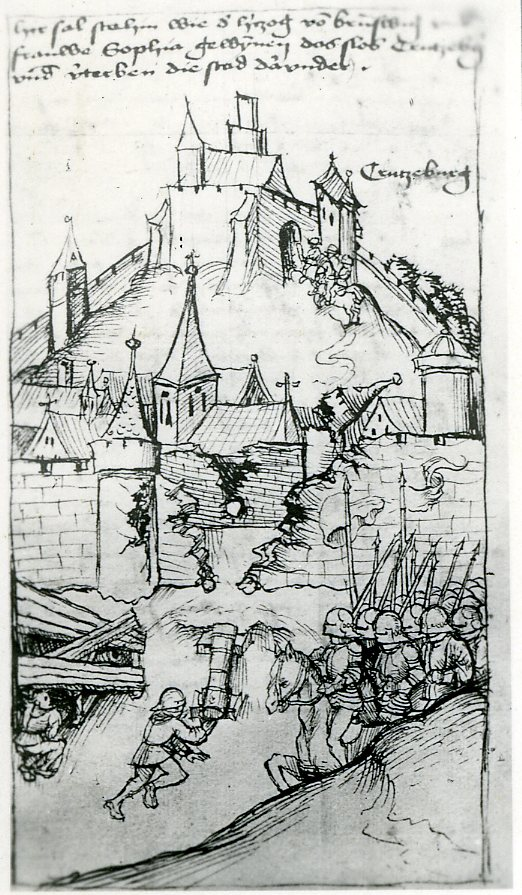
Faksimile von Wigand Gerstenbergs Landes-chronik von Thüringen und Hessen, dargestellt: Belagerung und Einnahme der Stadt und Burg Creuzburg in der Landgrafschaft Thüringen 1260 im Thüringisch-hessischen Erbfolgekrieg

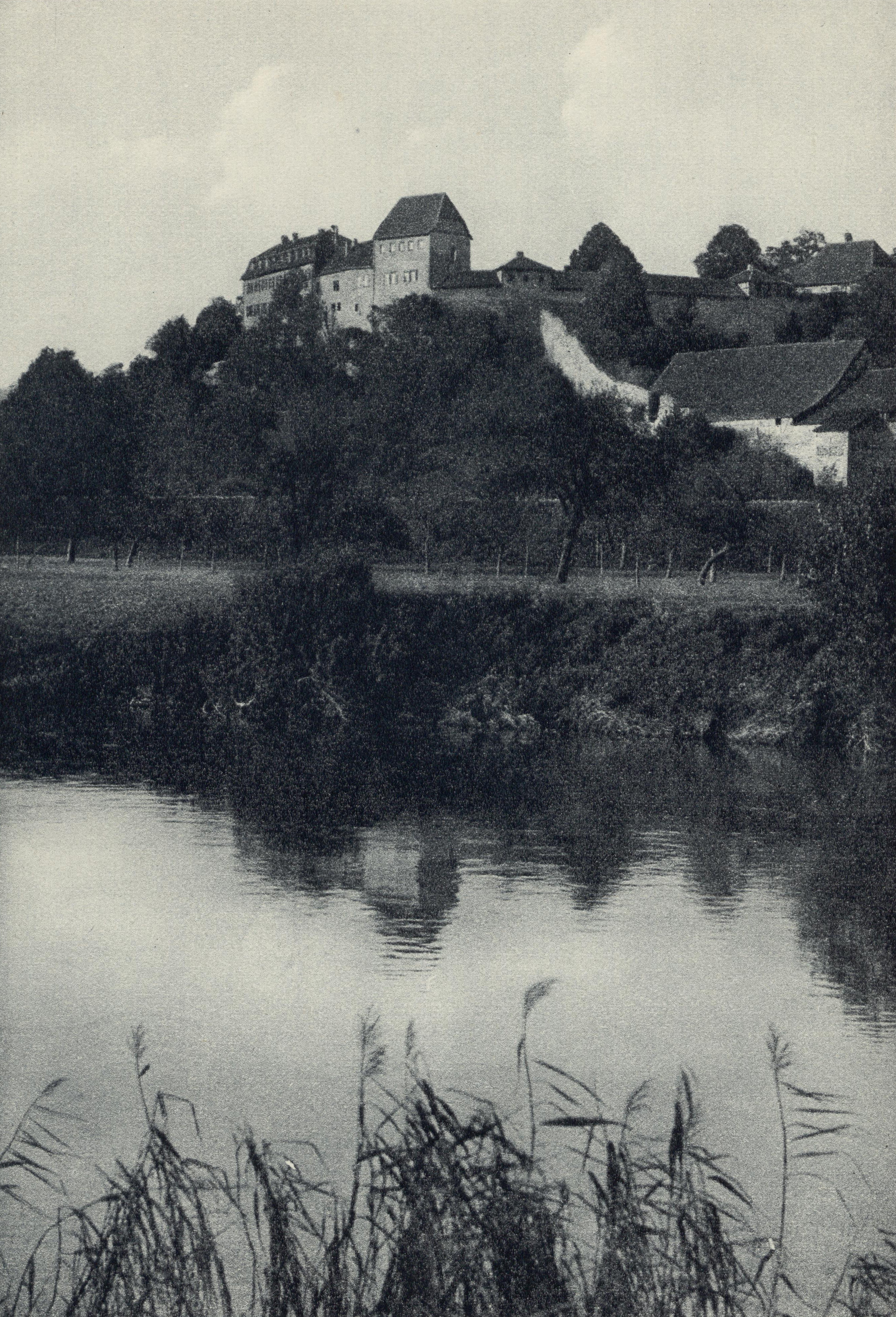
Die Creuzburg von der Werra aus gesehen in den 1920er Jahren.

Errichtet wurde die Burg von 1165 bis 1170 im Auftrag von Landgraf Ludwig II. – nach der Überlieferung am Ort einer älteren befestigten Klosteranlage, zu deren Ersatz ca. 1173 das St.-Jakob-Kloster gestiftet wurde. Diese Bauphase entsprach dem Typus einer romanischen Ringmauerburg. Aus dieser Zeit blieben die Ringmauer, das Turmhaus mit Elisabethkemenate und Teile des Palas erhalten.
Die Burg war als Festungsanlage nördlich von Eisenach zum Schutz der landgräflichen Besitzungen, der 1213 gegründeten Stadt Creuzburg und der dortigen Werrabrücke bestimmt. Ihre Blütezeit erlebte sie im 12. und 13. Jahrhundert, als sie eine der Nebenresidenzen der Landgrafen von Thüringen war.
In dieser Zeit musste sie zwei schwere Belagerungen überstehen: 1260 im Verlauf des Thüringisch-hessischen Erbfolgekrieges gelang es den Truppen von Sophie von Brabant, ihres Schwiegersohns Albrecht, Herzog von Braunschweig-Lüneburg sowie weiterer Verbündeter Burg und Stadt zeitweise einzunehmen, mussten jedoch nach der entscheidenden Niederlage im Oktober 1263 bei Beesenstedt aus Thüringen wieder abziehen.
1295 wurden Stadt und Burg vier Wochen von König Adolf von Nassau belagert. Sie konnten erst eingenommen werden, als dieser die Stadt mit Pechkränzen in Brand setzte und die Burgbesatzung, trotz verbissenen Kampfes und eisernem Durchhalten, wegen Wassermangels schließlich zum Aufgeben gezwungen war. Johannes Rothe nennt in seiner Chronik die Adelsgeschlechter der Burgmänner: von Creuzburg, von Nesselrieden, Slune (Schlaun, d. h. v. Hayn genannt Schlaun), von Buttlar, von Stein, von Pferdsdorf, Strier (Strieger), Stouben (v. Steuben) und Frowen. Später gehörten auch die von Harstall, von Boyneburg, Zenge und von Eschwege zu den Creuzburger Burgmannen.
Unter den Wettinern wurde die Creuzburg zum Sitz des Verwaltungsamtes Creuzburg bestimmt, es umfasste einen bedeutenden Anteil im Norden des heutigen Wartburgkreises. Die Burganlage wurde mit einem Brunnenhaus, einem Kornspeicher und weiteren Nebengebäuden erweitert. Unterhalb der Burg befanden sich innerhalb der Stadtmauern die Wohnsitze der Burgmannen und Ritter.
Mit dem Aufkommen von Feuerwaffen war der militärische Wert der Festung gesunken, sie diente ab dem 15. Jahrhundert als Gerichtsort und Sitz der Verwaltung, hierzu wurde das Gelbe Haus errichtet. Im Dreißigjährigen Krieg und Siebenjährigen Krieg diente die Burg oft als Hauptquartier und Offiziersunterkunft durchziehender Heere.
Im 18. Jahrhundert wurde die Creuzburg durch den Landesbaumeister Gottfried Heinrich Krohne für den sächsischen Herzog Johann Wilhelm als Schlossanlage umgebaut, aus dieser Zeit stammen das Herzoghaus, die Remisen und wahrscheinlich auch die im Schlosspark befindlichen Putten.
1779 war Goethe zum ersten Mal dienstlich auf der Creuzburg. 1848 saßen Burschenschafter im Wohnturm als Gefängnis ein. 1879 wurde das Amt aufgelöst.
1899 erwarb ein Herr von Dreyse – ein Enkel des Erfinders des Zündnadelgewehrs – die Burg und zugehörige Besitzungen. 1921 kaufte der Erfurter Hotelier und Mäzen Georg Kossenhaschen die Creuzburg; er veranlasste die Renovierung durch den Burgenexperten Bodo Ebhardt, nutzte die Creuzburg als privaten Wohnsitz, stattete sie künstlerisch aus und stellte sie als Schriftstellerheim zur Verfügung. Kossenhaschen ließ ein hohes, schlankes Bonifatius-Kreuz auf dem Hof und eine Elisabeth-Kemenate errichten. Mit dem Besuch von Hochstapler Harry Domela, über den dieser 1927 in seinen Memoiren „Der falsche Prinz“ berichtete, rückte die Creuzburg kurzzeitig in den Fokus der Weltöffentlichkeit.
Bis zum Beginn des Zweiten Weltkriegs fanden auf Einladung der Besitzer Schäfermeier-Kossenhaschen auf der Burg regelmäßige Kinderfeste und Treffen von alten Leuten aus der Stadt statt. Später wurden Flüchtlinge und Verwundete aufgenommen. Die Burg erlitt bei dem schweren Artillerie-Beschuss der Stadt durch US-Truppen am Ostersonntag, dem 1. April 1945, nur geringe Schäden. Am nächsten Tag besetzten die Amerikaner die Burg. Im Mai richteten sie eine Sonderbehörde auf der Creuzburg ein, vorher hatten die Flüchtlinge ihre Unterkünfte innerhalb von Stunden in Richtung zerstörte Stadt zu verlassen. Die Familie Schäfermeier-Kossenhaschen wurde nach Einrücken der Roten Armee vertrieben und entschädigungslos enteignet. Die wertvolle Einrichtung der Burg ging weitgehend verloren. Die Creuzburg diente zunächst als Kaserne der Besatzungsmacht, dann der Grenztruppen der DDR und wurde später der Stadtverwaltung zur Verfügung gestellt. Bis 1975 wurden die Räume als Schule und Ferienlager genutzt, doch eine Instandsetzung unterlassen, so dass sie 1975 baupolizeilich gesperrt werden musste. 1981 wurde von Creuzburger Bürgern die Interessengemeinschaft Die Creuzburg, ein Verein zur Sanierung der verfallenen Burg, gegründet, der die Enttrümmerung und schrittweise Sanierung vornahm und die Anlage und den Park bis 1991 wieder der Öffentlichkeit zugänglich machte.
Die zum Hotelbetrieb erforderlichen Umbauarbeiten wurden 1997 abgeschlossen, heute befindet sich die Burg im Besitz der Stadt Creuzburg.
Die Erben von Georg Kossenhaschen hatten bereits 1990 eine Rückübertragung beantragt. Das zuständige Amt für offene Vermögensfragen hatte jedoch erst aufgrund erneuter Nachfrage des Anwaltes der Erben ein Aktenzeichen zugeteilt. Ein erneuter Antrag der Erben wurde vom Amt für offene Vermögensfragen in Gera im Januar 2011 zurückgewiesen.

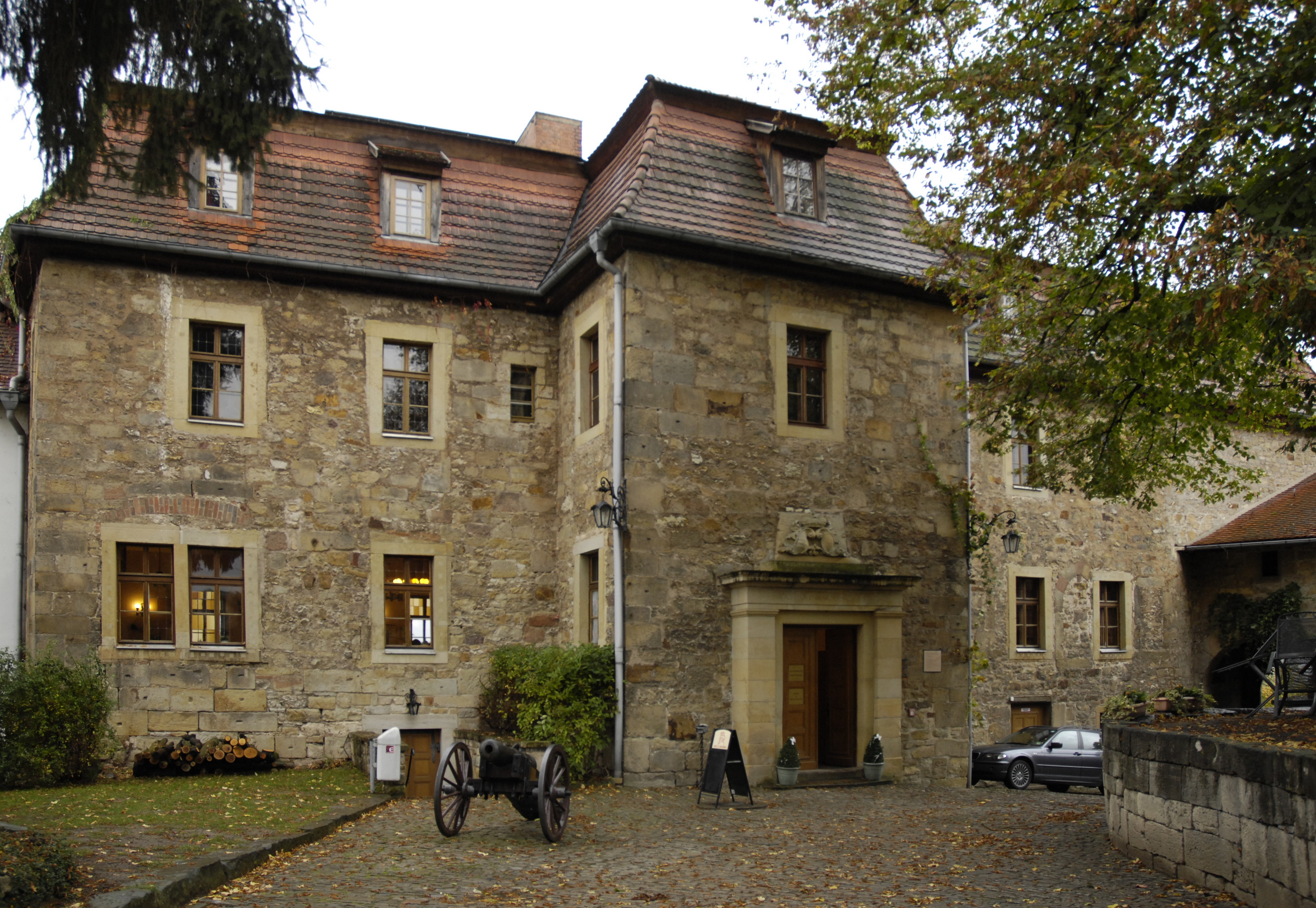
Hauptgebäude der Creuzburg, Innenhof

## Architektur
Die Gesamtanlage umfasst heute die romanische Burg, die terrassenartige Parkanlage am Süd- und Osthang des Burgberges sowie die Zufahrtswege und einen Teil der Stadtmauer. Der Umfang der Burgmauer beträgt 340 Meter, die Innenfläche misst etwa 7400 Quadratmeter, womit die Creuzburg zu den größeren erhaltenen Steinburgen aus der Romanik in Thüringen gehört.
Heute befindet sich in den Räumlichkeiten der restaurierten Burg ein Hotel mit Gaststätte, das Trauzimmer des Creuzburger Standesamtes, eine private Töpferei sowie das Creuzburger Heimatmuseum mit verschiedenen Sammlungsschwerpunkten in der Michael-Praetorius-Stube, der Elisabethkemenate, dem Folterkeller und dem so genannten Heimatkabinett. Der Burghof mit einem kleinen Barockgarten, einem hölzernen Bonifatiuskreuz, einem tiefen Burgbrunnen sowie der prägenden Sommerlinde ist frei zugänglich.

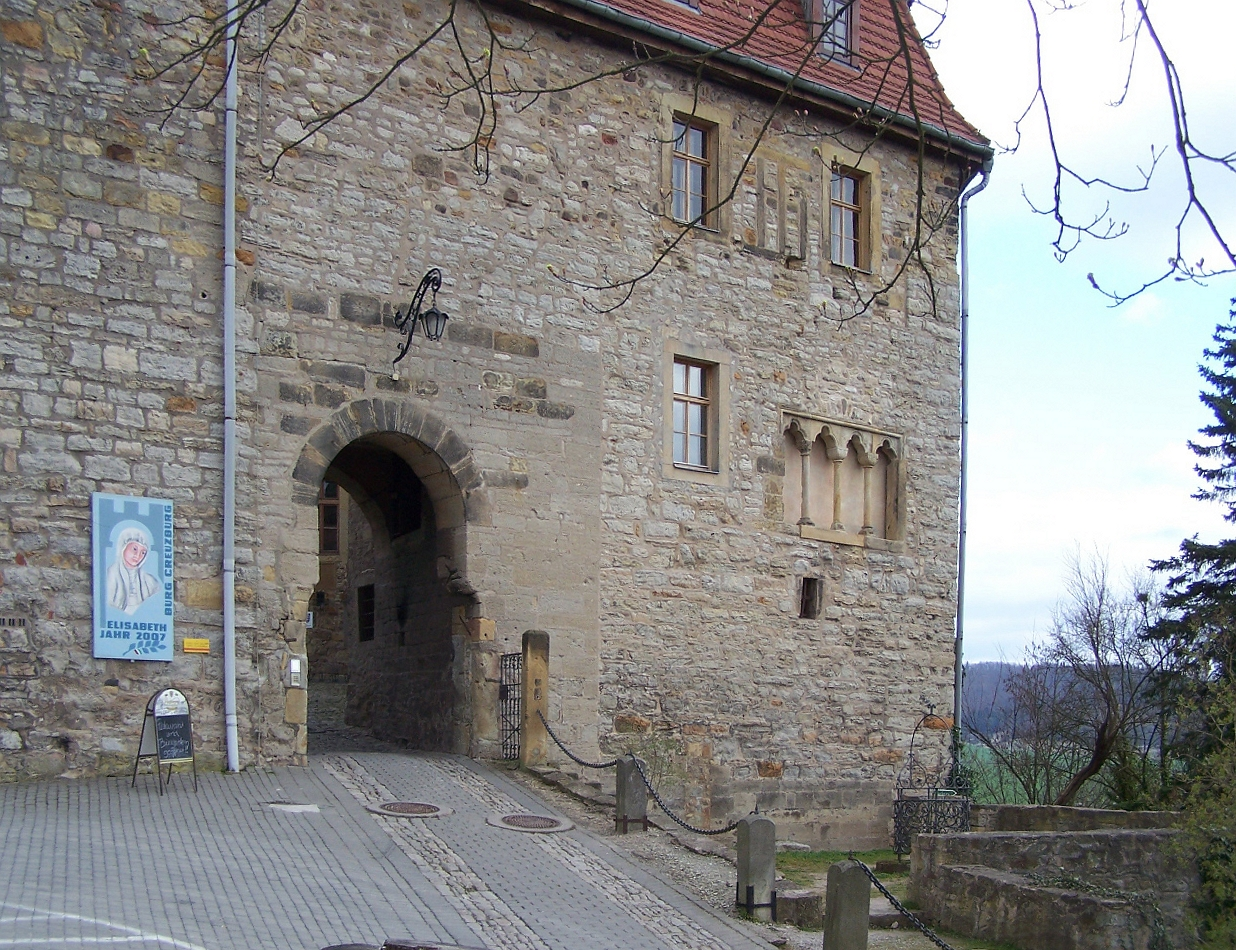
Zwinger und Westtor, Palas
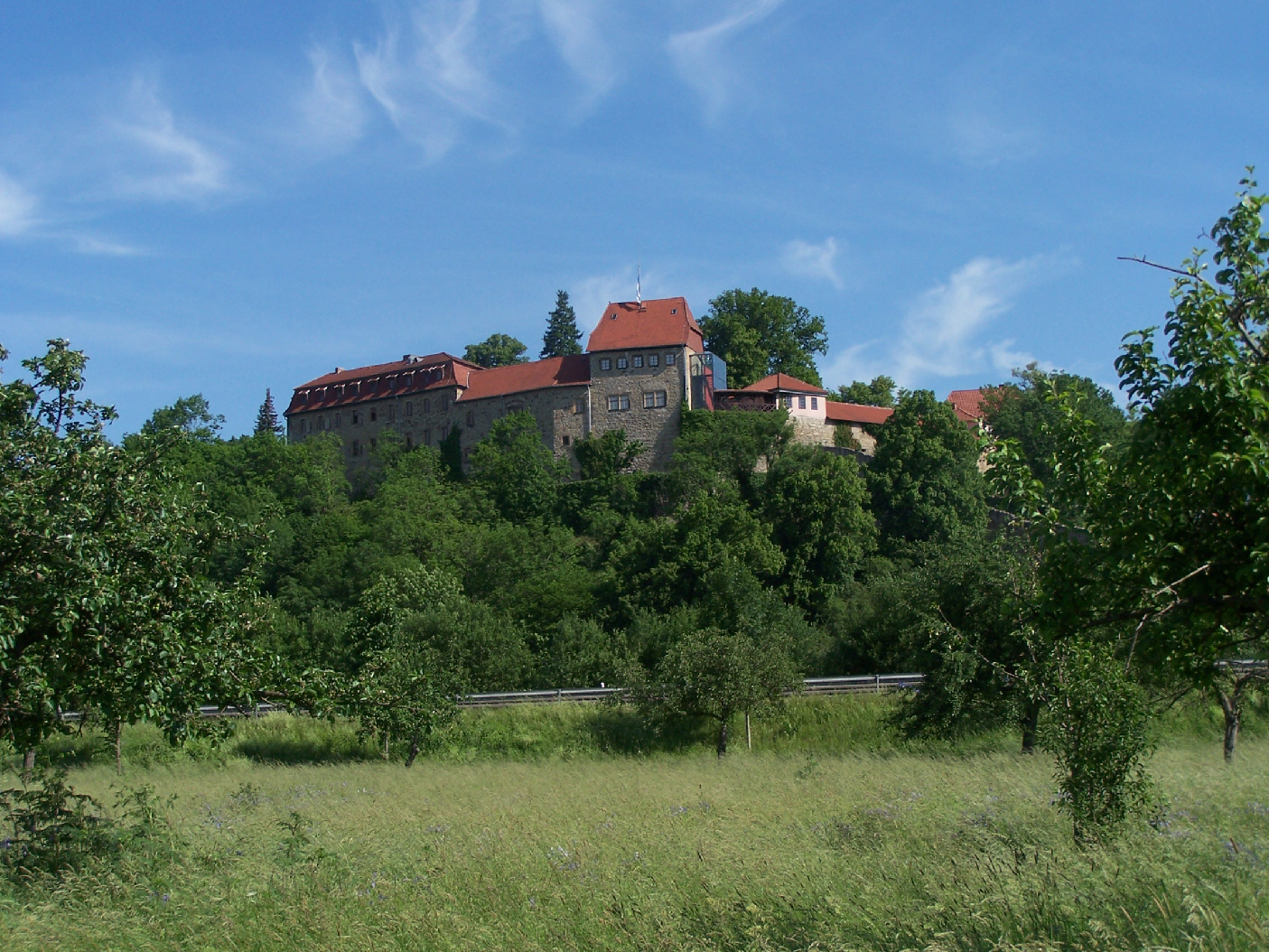
Ansicht von Süden
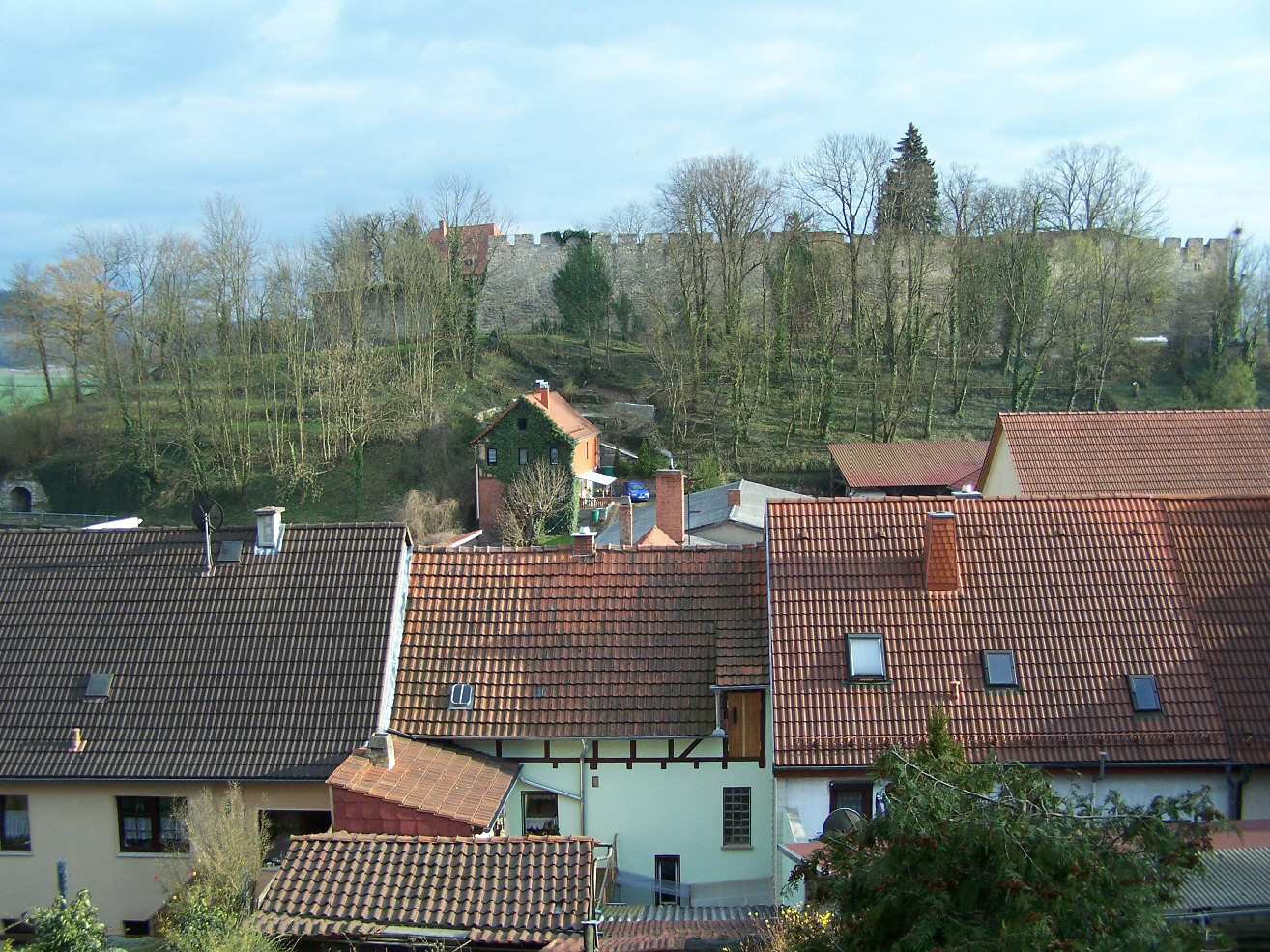
Die Nordseite der Ringmauer
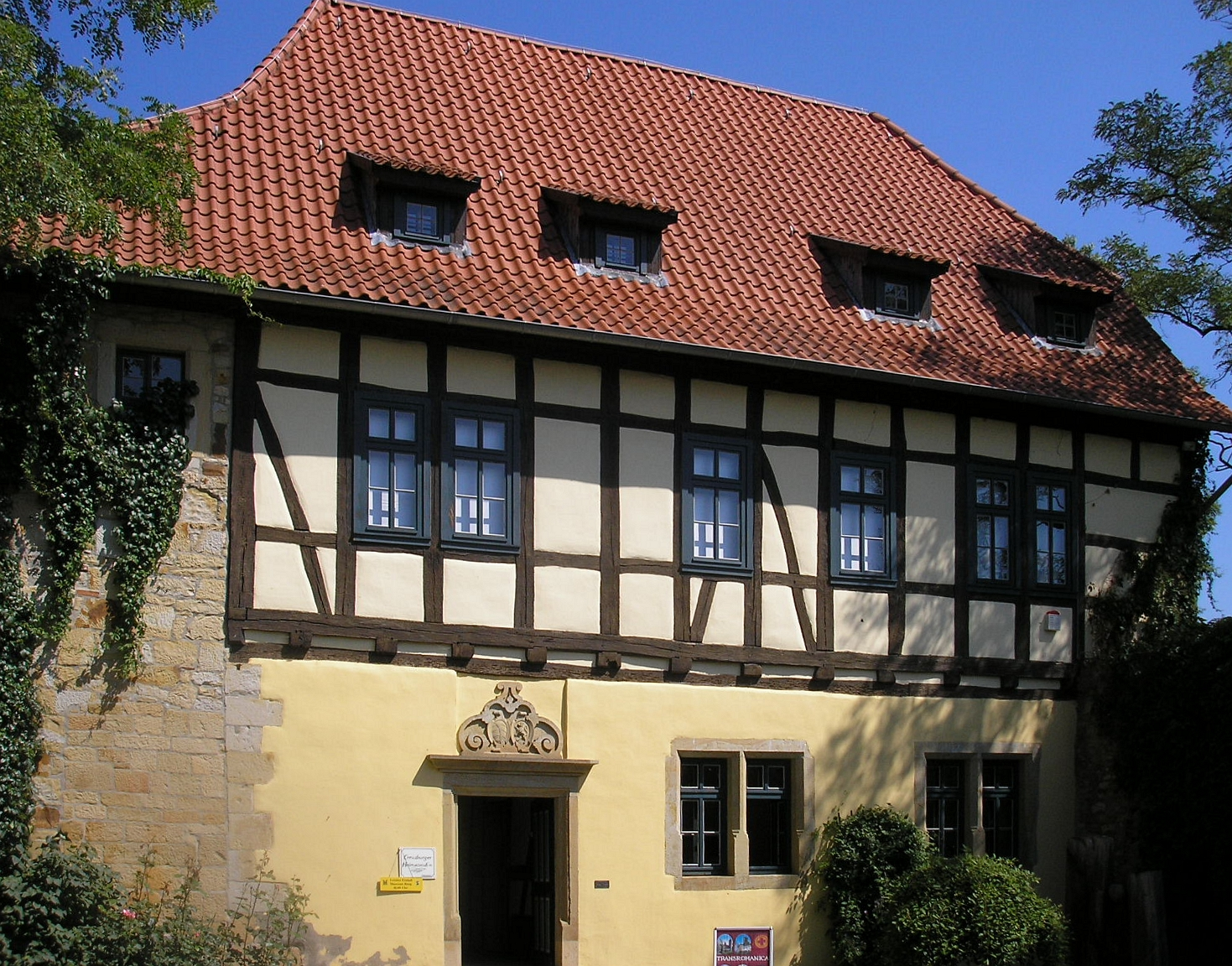
Das gelbe Haus
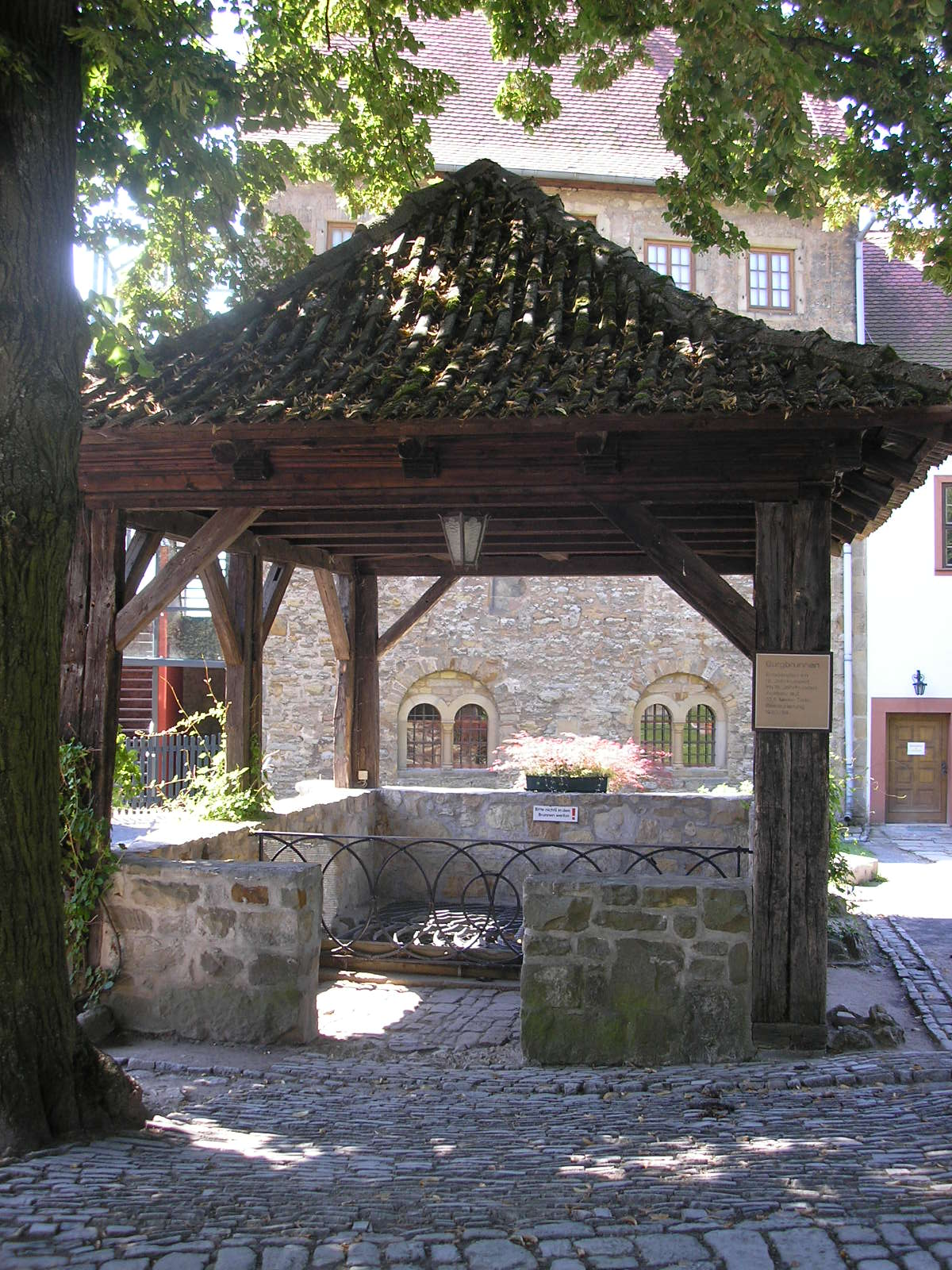
Der Brunnen ist 37,5 m tief
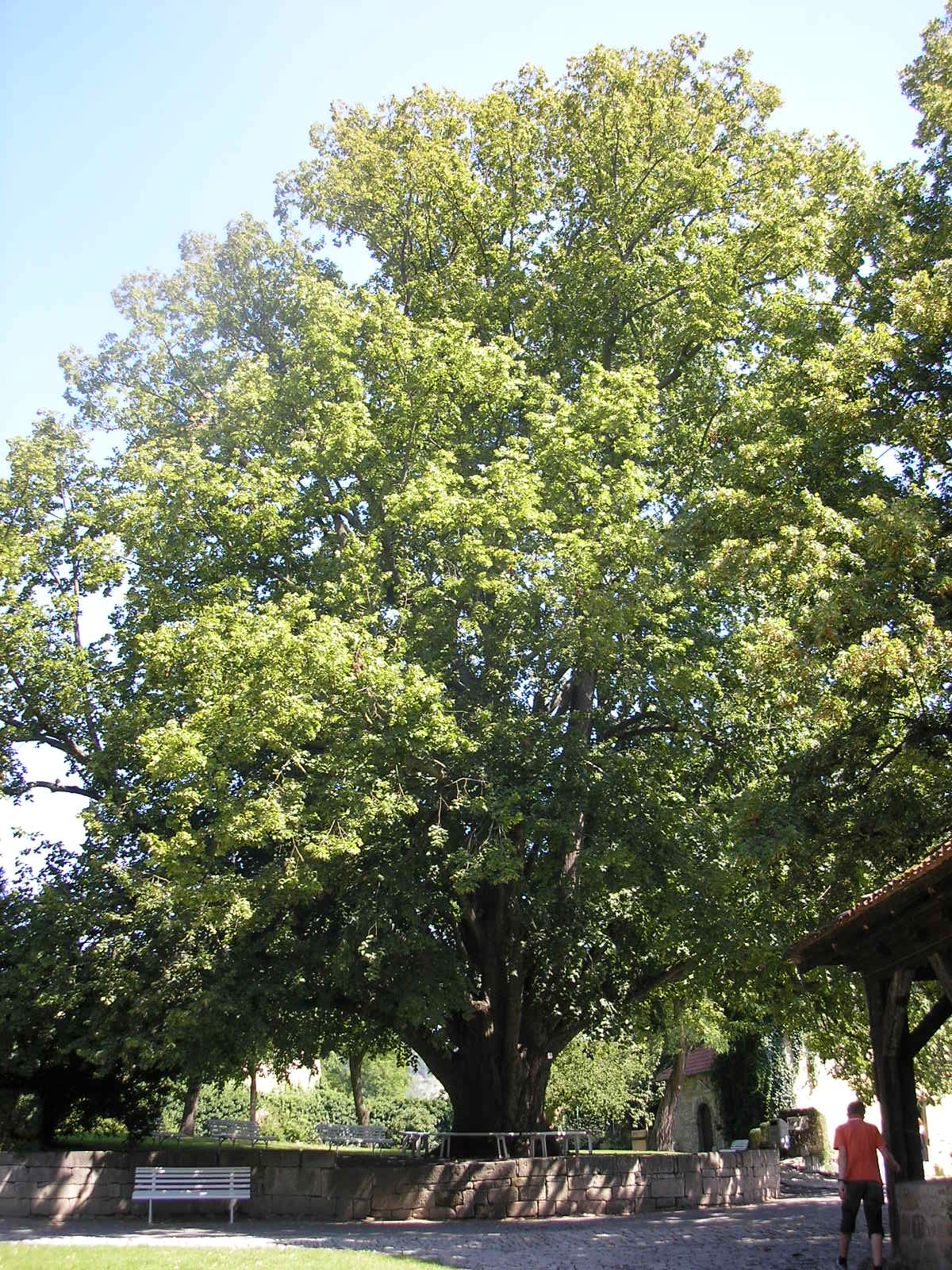
Eine fünfhundertjährige Sommerlinde im Burghof
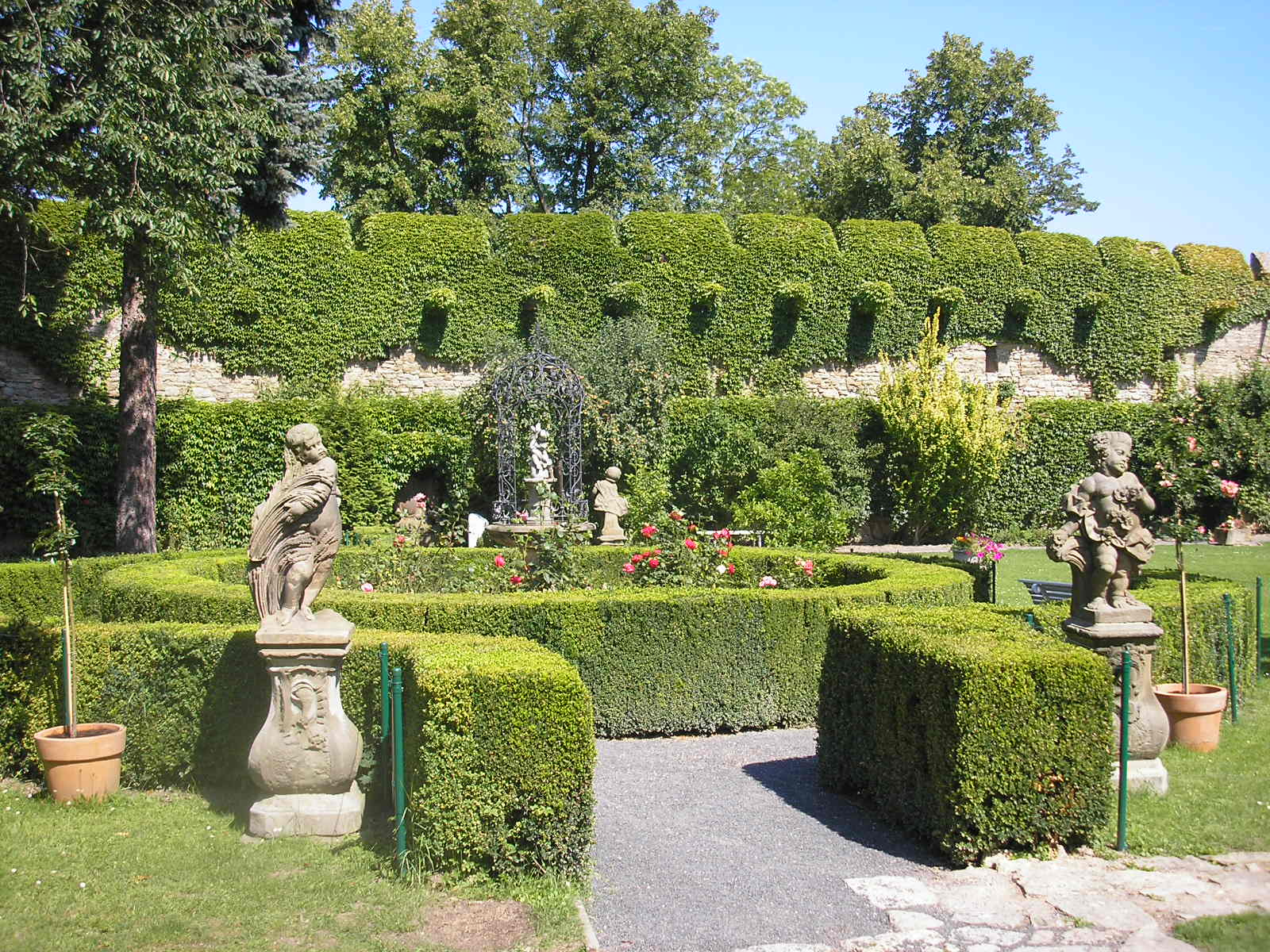
Der Park
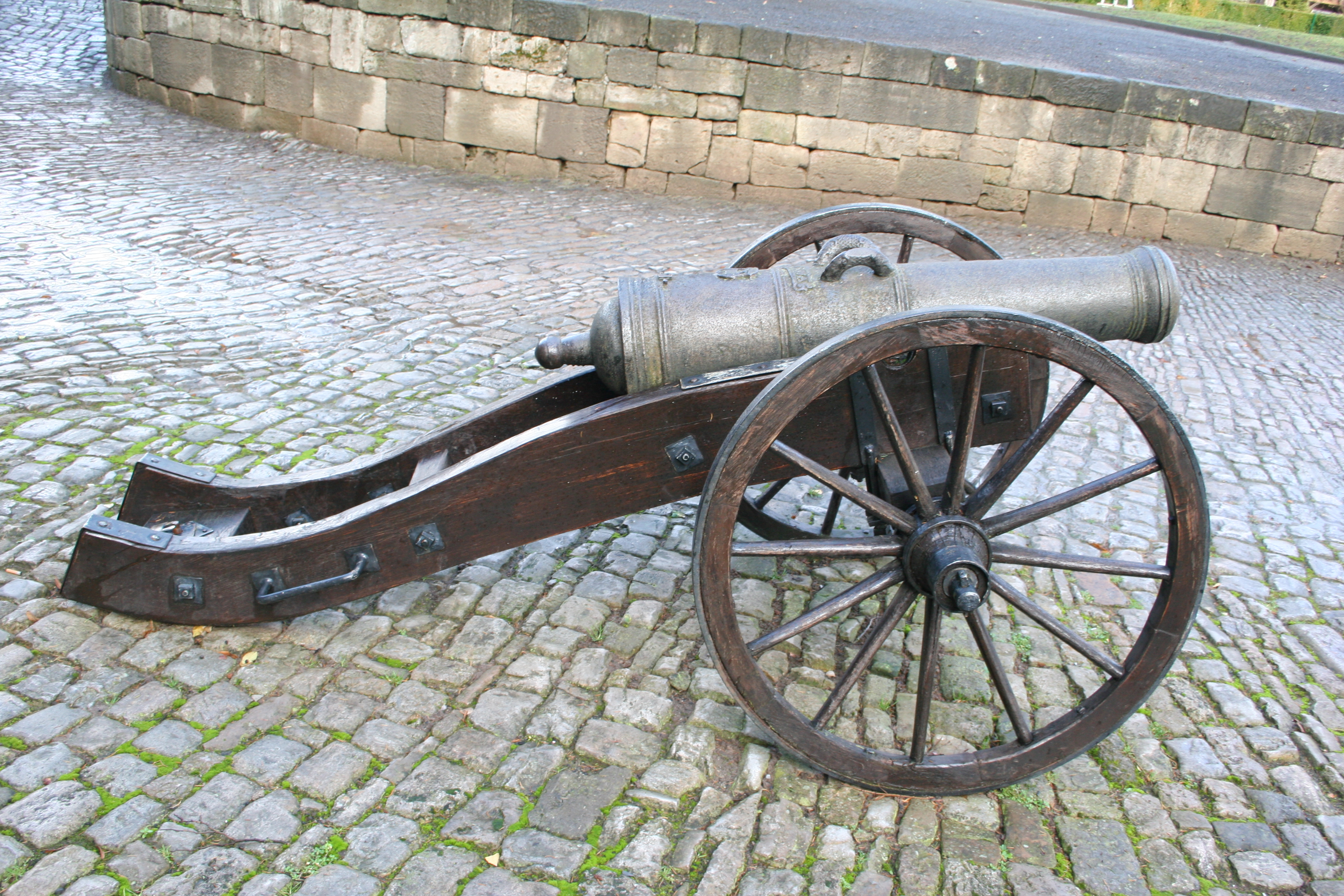
Neuerwerbung: Sächsisches Geschütz von 1691 im Innenhof